# Центральный автовокзал (Берлин)
 Центральный автовокзал «ZOB» (нем. Zentraler Omnibusbahnhof Berlin), расположенный в берлинском административном округе Шарлоттенбург-Вильмерсдорф, является основным пассажирским автовокзалом столицы.

## История
С начала XX века место современного автовокзала было связано с международной автомобильной выставкой, для которой строили специальный павильон. Строительство завершилось в 1914 году, но по причине Первой мировой войны автосалон открылся только через семь лет в сентябре 1921 года, перед первым проведением автогонок по близлежащей трассе АФУС.
Во время Второй мировой войны два стоявших на этой территории выставочных павильона были разбомблены.
Инициатива построить именно в этом месте пассажирский автовокзал принадлежала Густаву Северину (нем. Gustav Severin) (годы жизни 1903—2000), который был учредителем Ассоциации берлинских автобусных компаний (нем. Verband Berliner Omnibusunternehmer), а с 1991 года — почётным сенатором Берлинского технического университета.

## Современное состояние
|  |  |  |  |  |
|  |  |  |  |  |

Введённый в эксплуатацию в мае 1966 года автовокзал «ZOB» является прежде всего станцией для автобусов дальнего следования и междугородних маршрутов. В настоящее время автовокзал насчитывает 35 мест стоянки (нем. Halteplatz).
Многочисленные автобусные линии связывают немецкую столицу со многими городами Европы. Благодаря географическому положению Берлина автовокзал «ZOB» играет роль своеобразного шлюза между Восточной и Западной Европой.
Начиная с 2001 года, оператором автовокзала стало Международное автобусное общество (mbH) (нем. Internationale Omnibusbahnhof-Betreibergesellschaft mbH) — дочернее предприятие берлинской холдинговой транспортной компании Berliner Verkehrsbetriebe (BVG).
Расположение автовокзала «ZOB» в одном из самых оживлённых мест Берлина — рядом с выставочным комплексом Мессе Берлин, Берлинским международным конгресс-центром, Берлинской радиобашней и автотрассой АФУС — обеспечивает широкие возможности городского транспортного сообщения автовокзала со всеми районами столицы.
Поблизости проходят линии Берлинской городской электрички «S-Bahn» (S41, S42, S46 — остановка Messe Nord/ICC), Берлинского метрополитена «U-Bahn» (U2 — остановка Kaiserdamm) и городские автобусные маршруты X34, X49, 104, 139, 218, 349.
На расстоянии 10-ти минутной езды от «ZOB» находится важный железнодорожный узел Берлина вокзал «ZOO».
Удобное прямое транспортное сообщение предусмотрено между автовокзалом «ZOB» и новым аэропортом Берлин-Бранденбург с прилегающим к нему Берлинским экспоцентром «Аэропорт».